# Villa Elena
Villa Elena es una comuna del departamento Chacabuco en la provincia de San Luis, Argentina, que perternece a la localidad de Cortaderas. 
Se halla enclavada al pie de la Sierra de Comechingones, a unos 20 km al sur de la Villa de Merlo. 
Está ubicada al noreste de la provincia, en la zona denominada Valle del Conlara.
Antiguamente era conocida como Quebrada del Molino, debido a que en sus cercanías existía un  molino, propiedad de uno de sus primeros habitantes. 
Fue fundada en 1908. En sus proximidades se halla la Quebrada de Villa Elena. 
Su población actual asciende a 200 habitantes.